# Onna, Kanashii, Otona / Inshōha Renoir no Yō ni / Hitoshirezu Mune wo Kanaderu Yoru no Aki
Singles par Shuffle Units
All for One & One for All!
(2004)
 Onna, Kanashii, Otona / Inshōha Renoir no Yō ni / Hitoshirezu Mune wo Kanaderu Yoru no Aki  (オンナ、哀しい、オトナ / 印象派 ルノアールのように / 人知れず 胸を奏でる 夜の秋) est l'unique single en commun des groupes temporaires Sexy Otonajan (セクシーオトナジャン), Elegies (エレジーズ) et Puripuri Pink (プリプリピンク).

## Présentation
Le single sort le 22 juin 2005 au Japon sur le label zetima, écrit et produit par Tsunku (à l'exception des paroles du premier titre, écrites par Tokuko Miura). Il atteint la 6e place du classement de l'Oricon, et reste classé pendant quatre semaines. Il sort aussi dans une édition limitée avec une pochette différente, incluant un livret de 52 pages en supplément.
C'est le seul single sorti dans le cadre de la sixième édition des Shuffle Units du Hello! Project. Trois groupes temporaires, composés de divers artistes du H!P, sont créés le temps d'un unique chanson chacun, figurant cette fois sur le même disque. Les trois premières années, chaque groupe créé sortait son propre single, dans une compétition amicale pour les ventes ; dorénavant, les différentes chansons sont réunis sur un même single. Le H!P comptant désormais trop de membres, seules onze d'entre elles ont été choisies pour participer à cette édition, formant un trio et deux quatuors ; l'un d'entre eux, Puripuri Pink, est constitué des quatre membres les plus âgées du H!P de l'époque.
Les trois chansons figureront sur la compilation d'artistes du H!P Petit Best 6 qui sortira en fin d'année, puis sur la compilation Hello! Project Shuffle Unit Mega Best de 2008. Elles seront souvent interprétées lors de concerts du H!P par différentes formations. Le single contient également les versions instrumentales des trois chansons. 
Leurs clips vidéo figurent sur le "Single V" (DVD) homonyme qui sortira deux semaines plus tard, le 6 juillet 2005 ; ils figureront aussi sur le DVD de la compilation Petit Best 6 mais dans des versions alternatives, et dans leurs versions originales sur celui du Shuffle Unit Mega Best.
Ce single restera le dernier sorti par des Shuffle Units, le concept étant abandonné après cette dernière édition. Il sera ponctuellement repris en 2009 pour l'album de reprises Chanpuru 1 ~Happy Marriage Song Cover Shū~, mais sans single à la clé.

## Liste des titres
Single CD
1. Onna, Kanashii, Otona  (オンナ、哀しい、オトナ?) (par Sexy Otonajan)
2. Inshōha Renoir no Yō ni  (印象派 ルノアールのように?) (par Elegies)
3. Hitoshirezu Mune wo Kanaderu Yoru no Aki  (人知れず 胸を奏でる 夜の秋?) (par Puripuri Pink)
4. Onna, Kanashii, Otona (Instrumental)  (オンナ、哀しい、オトナ...?)
5. Inshōha Renoir no Yō ni (Instrumental)  (印象派 ルノアールのように...?)
6. Hitoshirezu Mune wo Kanaderu Yoru no Aki (Instrumental)  (人知れず 胸を奏でる 夜の秋...?)

Single V (DVD)
1. Onna, Kanashii, Otona  (オンナ、哀しい、オトナ?) (par Sexy Otonajan)
2. Inshōha Renoir no Yō ni  (印象派 ルノアールのように?) (par Elegies)
3. Hitoshirezu Mune wo Kanaderu Yoru no Aki  (人知れず 胸を奏でる 夜の秋?) (par Puripuri Pink)
4. Making Eizo  (メイキング映像?)

## Participantes
Sexy Otonajan
- Miki Fujimoto (de Morning Musume)
- Miyabi Natsuyaki (de Berryz Kobo)
- Megumi Murakami (de Cute)

Elegies
- Ai Takahashi (de Morning Musume)
- Reina Tanaka (de Morning Musume)
- Ayumi Shibata (de Melon Kinenbi)
- Mai Satoda (de Country Musume)

Puripuri Pink
- Yuko Nakazawa (soliste, ex-Morning Musume)
- Kaori Iida (soliste, ex-Morning Musume)
- Kei Yasuda (ex-Morning Musume)
- Atsuko Inaba (ex-T&C Bomber)